# Sjöslaget vid Reval
Sjöslaget vid Reval den 13 maj 1790 var ett slag under Gustav III:s ryska krig. Ryssland besegrade Sverige. Svensk befälhavare var hertig Karl av Södermanland.

## Upptakt
När örlogsflottan den sista april 1790 lämnade Karlskrona hade det beslutats att den skulle genomföra ett överraskningsanfall mot den ryska flottenhet under amiral Tjitjagovs befäl som var stationerad vid Reval. Dagarna innan flottan ankom till Finska viken, informerades fartygscheferna om anfallsplanen som befälhavaren hade utformat.
Planen var att omringa, attackera och nedkämpa de enskilda ryska fartygen samt att landsätta trupper för att slå ut ett strandbatteri på flanken. Kort före anfallets början skulle en given signal "gör klart till ankring" ges varvid striden skulle genomföras med hjälp av ankring, om möjligt dubblering samt strid på närmsta håll. 
Dock gavs denna order mer som ett direktiv än som en klar befallning. Detta tillsammans med den rådande väderleken, överhandsväder som gjorde att fartygen inte kunde manövrera normalt, medförde att anfallsplanen inte kom att följas.

## Slaget

### Prins Karl förloras
Två av skeppen i det svenska arriärgardet, linjeskeppen Prins Karl och Drottning Sofia Magdalena (den sistnämnda med divisionschefen Fredrik Wilhelm Leijonancker ombord), gick närmare den ryska linjen är något annat fartyg gjort före dem. Fartygen krängde i vinden med vatten ändå upp till portarna i undre batteriet och deras eldgivning blev därför ineffektiv – men själva blev de överösta av kulor från de ryska skeppen. Efter 10 minuters strid måste Prins Karl ankra och stryka flagg under hurrarop från den ryska sidan. I detta läge hotades nu även Sofia Magdalena av samma öde. Efter att ha förlorat förstången och skadat rundhulten passerade skeppet i lä av det ankrade Prins Karl. Snart därefter kom signalen från hertig Karl att avbryta striden. Med 25 sårade och 7 döda retirerade Sofia Magdalena tillsammans med resten av den svenska flottan.

### Riksens Ständer går förlorad
Under reträtten går linjeskeppet Riksens Ständer på ett grund och försöken att få henne loss misslyckas och svenskarna tvingas bränna henne för att hon inte ska falla i fiendens händer

## Skepp som deltog i slaget

### Ryssland
Prints Gustav 74

Första linjen:

Kir Ioann 74

Saratov 100

Sv. Elena 74

Prochor 66

Mstislav 74

Rostislav 100

Izyaslav 66

Pobyedonosets 66

Boleslav 66

Yaroslav 74

Venus 44

Andra linjen:

Premislav 42

Nadezhda Blagopolutchia 38

Podrazhislav 38

Slava 38

Pobyeditel 18

Strashni 14

Tredje linjen:

Merkurii 29

Lebed 28

Vyestnik

Volchov 8

Olen

Stchastlivyi 8

Letutchii 28

Neptun 18

### Sverige
Ulla Fersen 18

Wladislaff 74

Dristigheten 64

Götha Lejon 70

Louise Ulrika 70

Uppland 44

Galathea 42

Riksens Ständer 60 - strandade och brann

Euredice 42

Tapperheten 64

Konung Gustaf III 74

Gripen 44

Camilla 42

Enigheten 70

Fröja 42

Rättvisan 62

Ömheten 62

Fäderneslandet 64

Försightigheten 64

Äran 64

Hedvig Elisabeth Charlotta 64

Sophia Magdalena 74

Konung Adolf Fredrik 70

Wasa 64

Prins Fredrik Adolf 62

Prins Carl 64 - intaget